# Švarnas
Švarnas (em ucraniano:  Шварно Данилович) (c. 1230 – c. 1269) foi príncipe (knyaz) da Galícia-Volínia em 1264-1269e Grão-Duque da Lituânia de 1267 a 1269.
Era filho e sucessor do príncipe Daniel da Galícia no Rus de Halych-Volodymyr. Casou em 1255 com uma filha de Mindaugas, rei e grão-duque da Lituânia. Tentou impor-se como grão-duque de 1265 até à data da sua morte, em 1269. Era um líder influente mas que ficou sempre envolvido em lutas internas pelo poder com o vizinho Grão-Ducado da Lituânia. A cidade de Kholm (hoje Chełm, na Polónia) integrava os seus domínios.